# Christel Ferrier-Bruneau
Christel Ferrier-Bruneau (nascida em 8 de julho de 1979) é uma ciclista francesa
Competiu pela França nos Jogos Olímpicos de Verão de 2008 em Pequim, China, terminando em décimo terceiro na prova de estrada feminina. Conquistou o título nacional de estrada em 2009 e 2011.